# Jack Sparrow (singolo)
Jack Sparrow è un singolo del gruppo musicale statunitense The Lonely Island, pubblicato il 7 maggio 2011 come quinto estratto dal secondo album in studio Turtleneck & Chain.

## Descrizione
Il brano ha visto la partecipazione vocale di Michael Bolton ed è basato e dedicato all'omonimo personaggio protagonista della saga cinematografica Pirati dei Caraibi.

## Tracce
Download digitale
1. Jack Sparrow (feat. Michael Bolton) – 3:08

CD promozionale (Europa)
1. Jack Sparrow (feat. Michael Bolton) (Clean Edit) – 3:08
2. Attracted to Us (feat. Beck) (Clean Edit) – 1:52